# Vossia
Vossia és un gènere de plantes de la família de les poàcies, ordre de les poals, subclasse de les commelínides, classe de les liliòpsides, divisió dels magnoliofitins.

## Taxonomia
- Vossia cambogiensis Balansa
- Vossia cuspitata Baill.
- Vossia hordeoides Munro
- Vossia procera Wall. i Griff.
- Vossia speciosa Benth.